# Cida Pedrosa
Maria Aparecida Pedrosa Bezerra (Bodocó, 18 de outubro de 1963) é uma poetisa, advogada e política brasileira. Em 2020, foi eleita vereadora do Recife pelo Partido Comunista do Brasil (PCdoB). É autora do livro Solo para Vialejo, vencedor do Prêmio Jabuti 2020 nas categorias Livro do Ano e Livro de Poesia e do livro Araras Vermelhas, Melhor Livro de Poesia de 2022, pelo Prêmio APCA.

## Trajetória
Nasceu em Bodocó, Sertão pernambucano, em 18 de outubro de 1963, e desde cedo sentiu-se atraída pelas letras. Em 1978 deixou a terra natal e rumou para o Recife, onde se consolidou como poeta, lançando seu primeiro livro, Restos do fim, em 1982, quando tinha 19 anos. Tornou-se feminista, comunista e engajou-se na luta em defesa dos direitos humanos.  Ainda adolescente, em 1980, integrou o Movimento dos Escritores Independentes de Pernambuco (MEIPE).
Em 1987, formou-se na Faculdade de Direito do Recife e, posteriormente, especializou-se em Ciência Política, na Universidade Católica. Encontrou espaço para defender suas causas sociais no Centro de Defesa dos Direitos Humanos da Diocese de Palmares, no Sindicato dos Trabalhadores Rurais e na Federação dos Trabalhadores na Agricultura em Pernambuco (Fetape). Em 1994, fez história ao participar, como advogada, da primeira convenção coletiva de hortifruticultura do Vale do São Francisco.

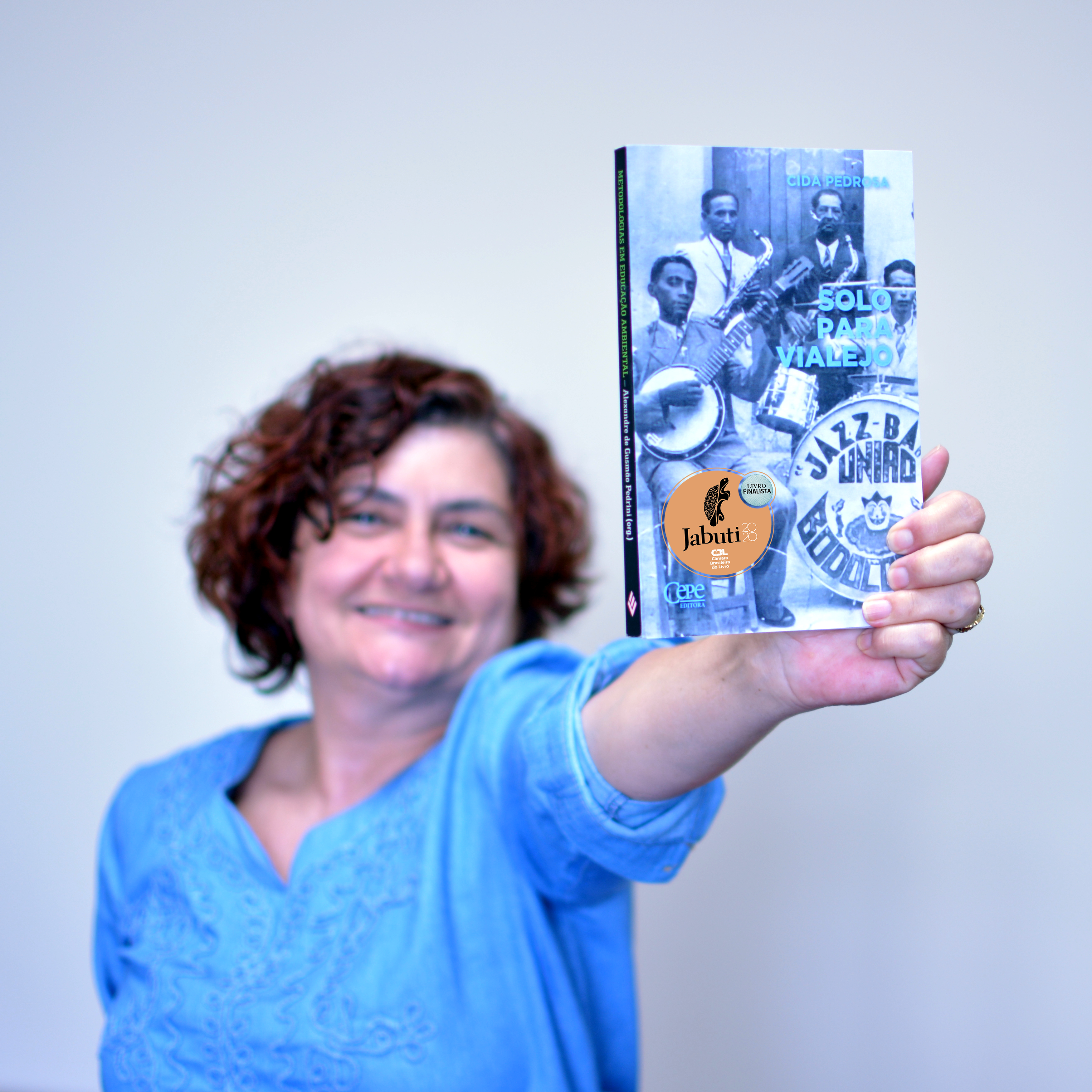
Cida Pedrosa, 2020

Em 1995, ingressou na gestão pública, assumindo a chefia do departamento jurídico do Instituto de Pesos e Medidas (Ipem). Em 1999, passou a integrar o corpo jurídico do Centro Dom Helder Câmara de Estudos e Ação Social (Cendhec) e, em seguida, assumiu a coordenação do Movimento Nacional de Direitos Humanos. Dessa forma, exercia sua militância política e de direitos humanos.
Essa militância jamais foi incompatível com a poesia. Até porque a escrita de Cida Pedrosa tem função social, como ela costuma enfatizar. Em 2005, ano em que lançou seu quarto livro, Gume, ela criou o site Interpoética, maior acervo virtual de literatura pernambucana, ao lado do companheiro Sennor Ramos. Nesse mesmo ano, assumiu a Diretoria de Segurança Cidadã da Prefeitura do Recife e trabalhou na construção do Plano Municipal de Segurança Cidadã.
Em 2009, ano do lançamento de As filhas de Lillith, Cida assumiu a vice-presidência da autarquia de saneamento, a Sanear. Depois de se candidatar a vereadora pela primeira vez em 2012, recebendo mais de 4,5 mil votos, ela foi convidada, em 2013, a assumir o posto de secretária de Meio Ambiente do Recife, cargo em que permaneceu de 2013 a 2016.
Da Secretaria do Meio Ambiente, Cida rumou para a defesa dos direitos das mulheres, causa muito cara ao seu espírito feminista. Assim, em 2017, assumiu a gestão da Secretaria da Mulher do Recife. Durante o exercício dessa função, em 2018, foi agraciada com o título de cidadã recifense, concedido pela Câmara Municipal.

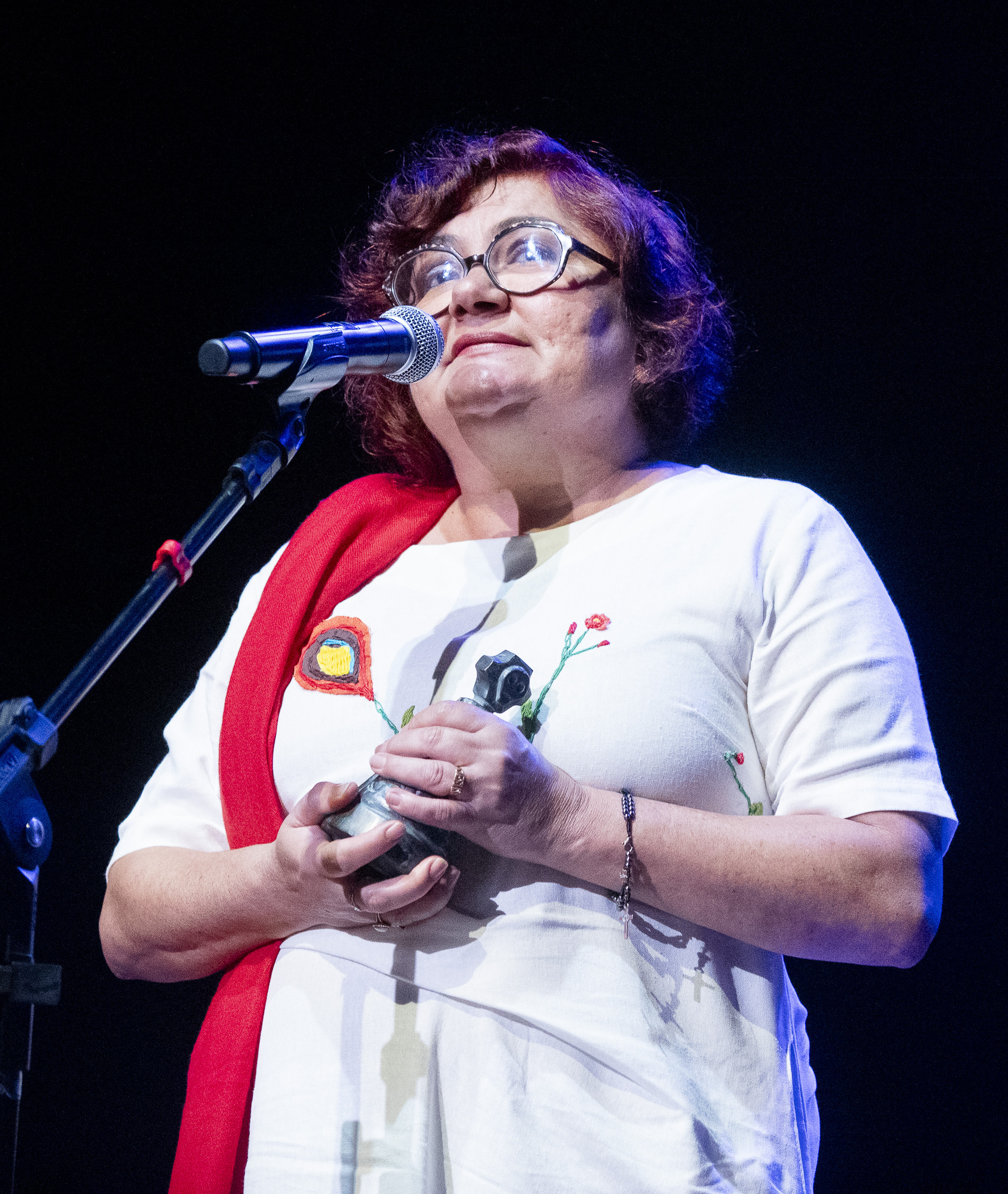
Pedrosa recebendo o Prêmio APCA de Literatura (2023)

Nesse meio tempo, o seu sétimo livro Claranã (2015) foi selecionado para o prêmio Oceanos de Literatura, distinção que já havia sido concedida a outra obra sua, As filhas de Lillith, de 2009.
Em 2020, ano duramente marcado pela pandemia do novo coronavírus, Cida alcançou duas grandes conquistas: a eleição para o primeiro mandato como vereadora do Recife e o mais importante prêmio da literatura nacional, o Jabuti, concedido a seu nono livro, Solo para Vialejo, vencedor nas categorias Poesia e Livro do Ano. Assim, Cida tornou-se a primeira escritora pernambucana a fazer jus a essa honraria.
Ainda em 2020 lançou seu último livro, Estesia, um retrato em forma de haikai do que observou nas ruas esvaziadas do Recife durante seus passeios diários com o cãozinho Bob Marley nos dias de distanciamento social.
Em 2021, Cida recebeu mais uma grande honraria. Ao lado do patrono da educação no Brasil, Paulo Freire, ela foi a homenageada da Bienal Internacional do Livro de Pernambuco, com muitas de suas obras sendo transcritas para o teatro.
No ano de 2022, a poeta lança o livro Araras vermelhas, pela Companhia das Letras. O livro, que versa sobre a Guerrilha do Araguaia, movimento revolucionário, que foi brutalmente dizimado pela ditadura de 64. Araras Vermelhas foi indicado e vencedor do Prêmio APCA, na Categoria Literatura como Melhor Livro de Poesia de 2022 e figurou na lista dos Melhores Livros de 2022 da Folha de S.Paulo.

## Obras
- Araras Vermelhas, Companhia das Letras, 2022
- Estesia, Edições Claranan, 2020
- Solo para Vialejo,[4][5][6][7][8][9] CEPE Editora, 2019
- Gris, CEPE Editora, 2018
- Claranã, Confraria do Vento, 2015
- Miúdos, Interpoética, 2011
- As Filhas de Lilith, Calibán, 2009
- Gume, Edição da autora, 2005
- Cântaro, Edição da autora, 2000
- O Cavaleiro da Epifania, Edição independente, 1986
- Restos do Fim, Edição independente, 1982

## Prêmios
- Araras Vermelhas (2022, Companhia das Letras) - Melhor Livro de Poesia de 2022 pelo APCA e Melhores do Ano da Folha de S.Paulo
- Solo para Vialejo (2019, Cepe) - Vencedor do prêmio Jabuti 2020 nas categorias Livro do Ano e Poesia
- Claranã (2015, Confraria do Vento) - Selecionado para o prêmio Oceanos de Literatura em 2016
- As Filhas de Lilith ( 2009, Calibán) - Selecionado para o prêmio Portugal Telecom, em 2010, que passou a ser chamado de Oceanos de Literatura a partir de 2013

## Estudos da obra
- AMARAL, Clécia Juliana Gomes Pereira; CARVALHO, Mário de Faria. Imaginário, literatura e educação popular: notas sobre questões de gênero a partir da obra As filhas de Lilith de Cida Pedrosa. REVELLI, Inhumas, v. 10, n. 4, dez., 2018, p. 164-178. Disponível em: https://www.revista.ueg.br/index.php/revelli/article/view/7328.
- AMARAL, Clécia Juliana Gomes Pereira; CARVALHO, Mário de Faria. PEDAGOGIA MÍTICA: Cida Pedrosa e as articulações sensíveis entre educação, imaginário e cultura. EDUCAÇÃO EM FOCO, Belo Horizonte, n. 41. Set/dez., 2020, p. 128-148. Disponível em: https://revista.uemg.br/index.php/educacaoemfoco/article/view/4870/3189.
- AMARAL. Clécia Juliana Gomes Pereira. A pedagogia mítica de Cida Pedrosa: leituras a partir da teoria do imaginário de Gilbert Durand. 2019. Dissertação (Mestrado). Programa de Pós-graduação em Educação Contemporânea, Universidade Federal de Pernambuco, Caruaru, 2019. Disponível em: https://repositorio.ufpe.br/handle/123456789/37653.}}